# Коппи, Фаусто
Анджело Фаусто Коппи (итал. Angelo Fausto Coppi; 15 сентября 1919 года, Кастеллания — 2 января 1960 года, Тортона) — итальянский шоссейный велогонщик, доминировавший на международной арене в первые годы после Второй мировой войны; считается одним из лучших и самых популярных гонщиков. Коппи победил в 118 профессиональных и 20 любительских велогонках, пять раз он выигрывал Джиро д’Италия и дважды Тур де Франс.

## Ранние годы
Коппи был одним из пяти детей Доменико Коппи и его жены Анджолины Бовери. Он родился в 17 часов 15 сентября 1919 года. Мать хотела называть его Анджело, а отец — Фаусто, и он получил двойное имя, хотя на протяжении карьеры был известен только как «Фаусто». В детстве Фаусто обладал слабым здоровьем и не проявлял интереса к школе. В 13 лет он прогуливал уроки, целый день катаясь на ржавом велосипеде без тормозов, после чего бросил школу и стал работать у мясника в Нови-Лигуре. Страсть Фаусто к велоспорту поддержал его дядя, офицер торгового флота и также поклонник велогонок, давший ему 600 лир на покупку нового велосипеда. В 15 лет Коппи впервые участвовал в велогонке среди других подростков-любителей. Победа в гонке принесла ему 20 лир и бутерброд с салями. В начале 1938 года он получил лицензию велогонщика, и выиграл первую гонку около магазина мясника. За победу ему достался будильник.
В магазине мясника Коппи часто встречал бывшего боксёра Джузеппе (Бьяджо) Каванну, сыгравшем большую роль на старте его карьеры. После потери зрения Каванне пришлось работать массажистом. По совету одного из велогонщиков Каванны, Коппи стал приходить к нему. В 1939 году по рекомендации Каванны Коппи получил независимую лицензию, позволявшую участвовать как в любительских, так и в профессиональных гонках. Каванна отправил Коппи на Джиро Тосканы, напутствовав: «Держись за Джино Бартали!» Из-за поломки Коппи вынужден был сойти, но 7 мая к нему пришла первая победа, в Варци. Он оторвался от второго финишировавшего на 7 минут, сбросив преследователей на подъёме. Эта же тактика принесла ему вторую победу, когда он привёз 5 минут преследователям в гонке на приз Павии.

## Карьера
Первый большой успех пришёл к Коппи в 1940 году, когда он выиграл Джиро д’Италия. Его карьера прервалась из-за Второй мировой войны, но возвращение было триумфальным. Коппи стал первым гонщиком, покорившем в один год Джиро и Тур де Франс, причём сделал это дважды (1949, 1952). Он побеждал на итальянской супервеломногодневке 5 раз, что является совместным рекордом с Альфредо Биндой и Эдди Мерксом. В 1949 году Коппи «привёз» 11 минут Бартали на этапе Кунео — Пинероло. В том же году он опередил всех кроме Бартали более чем на 25 минут, Жак Маринелли уступил ему в горах 55 минут.
5 раз Коппи побеждал на Джиро ди Ломбардия, трижды на другой престижнейшей классике, Милан — Сан-Ремо. На последней в 1946 году он «привёз» преследователям 14 минут. В 1950 году ему покорились Париж — Рубе и Флеш Валлонь. В 1952 году в маршрут Тур де Франс был включён подъём на Альп-д'Юэз, и за 6 километров до вершины Коппи с такой невероятной скоростью уехал от Жана Роби, что его коллега Рафаэль Джеминиани назвал Фаусто «марсианином на велосипеде». В общем зачёте Коппи опередил второго призёра на 28,5 минут. Такое превосходство повергло в шок остальных гонщиков, и организаторы Тура были вынуждены увеличить призовые в 2 раза, чтобы хоть так заинтересовать других гонщиков. Но это была последняя «Большая петля» для Коппи, из трёх своих Туров он выиграл 2. В следующем году он стал чемпионом мира.
По словам ветерана веложурналистики Пьера Шани, с 1946 по 1954 год никто ни разу не догонял Коппи, если тот уезжал от пелотона, что является фантастическим достижением. Из-за нередких побед Коппи с преимуществом в 10—15 минут, Рафаэль Джеминиани сказал, что на финише гонок с участием Фаусто не нужен секундомер, достаточно боя городских курантов. Историк Тур де Франс Бил Макганн пишет о Коппи следующее: «Сравнение велогонщиков разных эпох остаётся на совести судей. Но если уж не Коппи лучший гонщик всех времён, то это Эдди Меркс... Коппи побеждал везде: на чемпионатах мира, Гранд Туре, классиках, трековых гонках, установил рекорд часовой гонки... Внимательные зрители могут отметить, что если Меркс побеждал в конкуренции, будучи воплощением невероятной воли, то Коппи был более элегантным гонщкиком, побеждавшим благодаря физическому превосходству».

## Часовая гонка
7 ноября 1942 года Коппи установил рекорд в часовой гонке, проехав за это время 45 798 метров на миланском треке. На этом треке он впервые сломал себе кость, что в 1950-е годы с ним случалось ещё 7 раз. Коппи на 31 метр перекрыл результат Мориса Аршамбо, показанный на том же треке пятью годами ранее. Новый рекорд продержался 13,5 лет, пока не был побит Жаком Анкетилем. Велосипед, с помощью которого Коппи побил рекорд, выставлен в музее-церкви Мадонна дель Гизалло около Комо. График прохождения дистанции:
- 1 км:  01:17
- 2 км:  02:36
- 3 км:  03:53
- 4 км:  05:12
- 5 км:  06:30
- 10 км: 13:02
- 15 км: 19:35
- 20 км: 26:08
- 30 минут: 22 946 м
- 25 км:  32:41
- 30 км:  39:14
- 35 км:  45:47
- 40 км:  52:19
- 45 км:  58:5
- Час:  45 871 м, позже скорректировано до 45 798 м

## Вокруг гонок

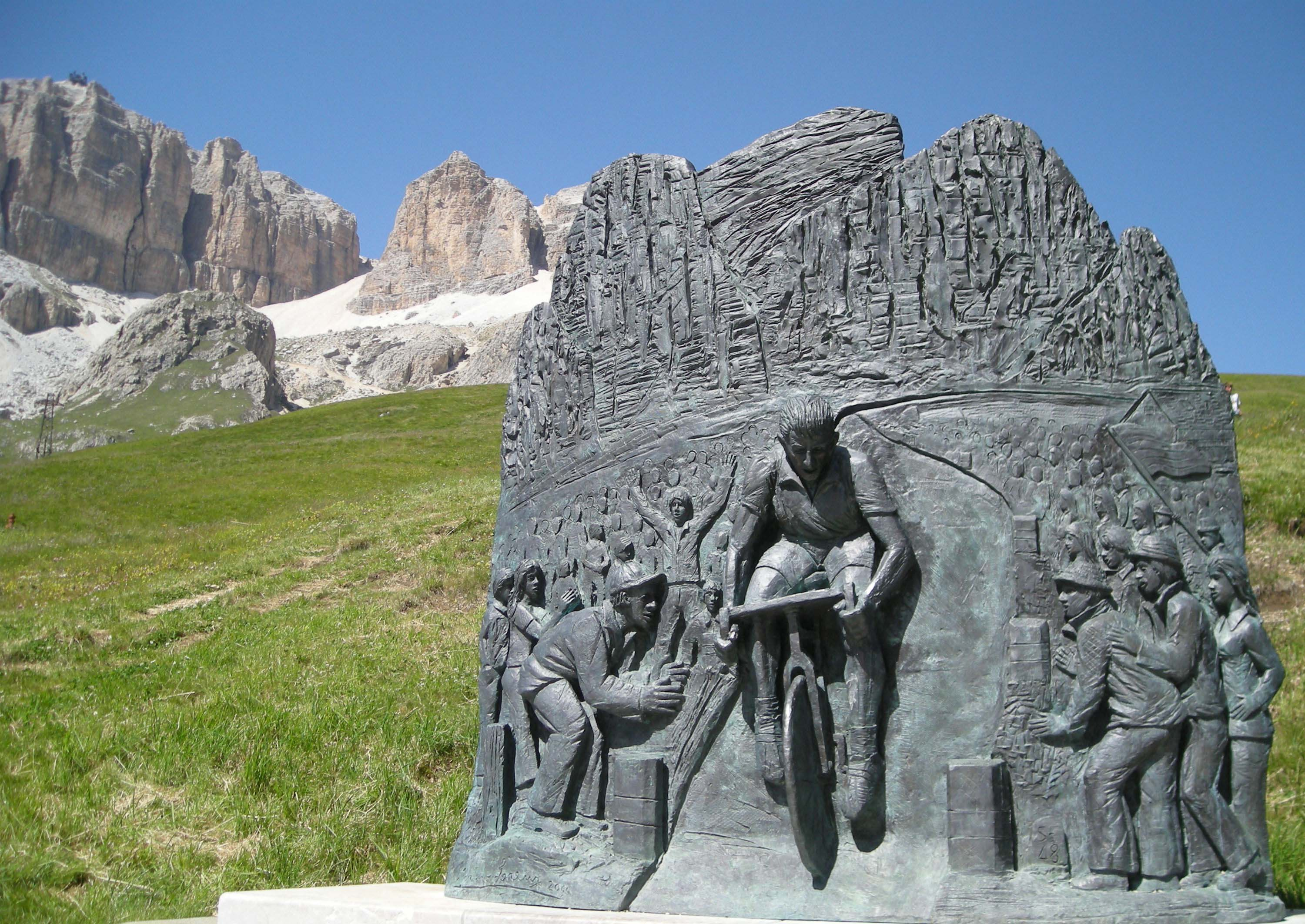
Мемориал Коппи в Доломитовых Альпах

Гоночную эпоху Коппи называют «золотыми годами велоспорта». Внимание болельщиков, особенно итальянских, было приковано к противостоянию Коппи и Джино Бартали. Страна разделилась на «коппиани» и «барталиани». Бартали олицетворял консервативный юг, религиозный и аграрный; Коппи — светский промышленно развитый север. Писатель Курцио Малапарте писал, что Бартали, молящийся одновременно с педалированием, защищён святыми; Коппи же, рациональный скептик, крутит педали, веря лишь в силу своего тела. Вражда началась в 1940 году, когда Коппи, приехав на «Джиро» помощником звёздного Бартали, выиграл гонку. На чемпионате мира 1949 года в Валькенбурге Коппи и Бартали на подъёме бросились в атаку, в своём противостоянии забыв о командной тактике. Чиновники итальянской ассоциации велоспорта были в бешенстве и дисквалифицировали обоих на три месяца. Их дуэль привела к ряду эпических велобаталий.
Бартали взял в привычку селиться в гостиницах в номере рядом с Коппи и подглядывать за ним. Он рассказал журналистам, что в номере Коппи постоянно валялись бутылки, флаконы, коробки, пузырьки. Бартали заявил, что Фаусто принимает наркотики (в то время они не были запрещены), и сам Коппи признавался, что употребляет амфетамины. Велогонщик Вим ван Эст сказал, что именно Коппи задал моду на допинг. В конце карьеры Коппи обрушился с критикой на молодых гонщиков, в тот момент уже повсеместно употреблявших сомнительные вещества.
С началом войны Коппи был зачислен в 38-ю пехотную дивизию, но до 1943 года офицеры освобождали его от службы для велогонок. В марте 1943 года он был направлен в Африку, где уже через месяц попал в плен в северном Тунисе. В лагере военнопленных он делил место с будущим отцом Клаудио Кьяппуччи и выполнял случайную работу. В 1945 году Коппи был переведён в Казерту, а 8 июля впервые после четырёхлетнего перерыва выиграл гонку.
Коппи дорого обошлись отношения с Джулией Очини, «женщиной в белом». Коппи был женат на Бруне Чиамполини, а Джулия была замужем за офицером Энрико Локателли. Локателли был фанатом велоспорта, и 8 августа 1948 года Фаусто и Джулия познакомились после победной для него гонки Тре Валли Варезин. Позже они стали жить вместе, чем облекли себя на гнев соотечественников-католиков. Пару оскорбляли газеты, хозяин их квартиры в Тортоне разорвал арендное соглашение, репортёры кружили у их дома, куда однажды ворвались полицейские, чтобы уличить любовников в измене. Даже Папа Римский Пий XII просил Коппи вернуться к жене. После отказа велогонщика Пий не стал благословлять «Джиро» и пожаловался в федерацию велоспорта, которая также потребовала у Коппи прекратить прелюбодеяние. Бруна отказалась давать Фаусто развод, считавшийся в стране позором. У Коппи и Джулии родился сын Фаустино.

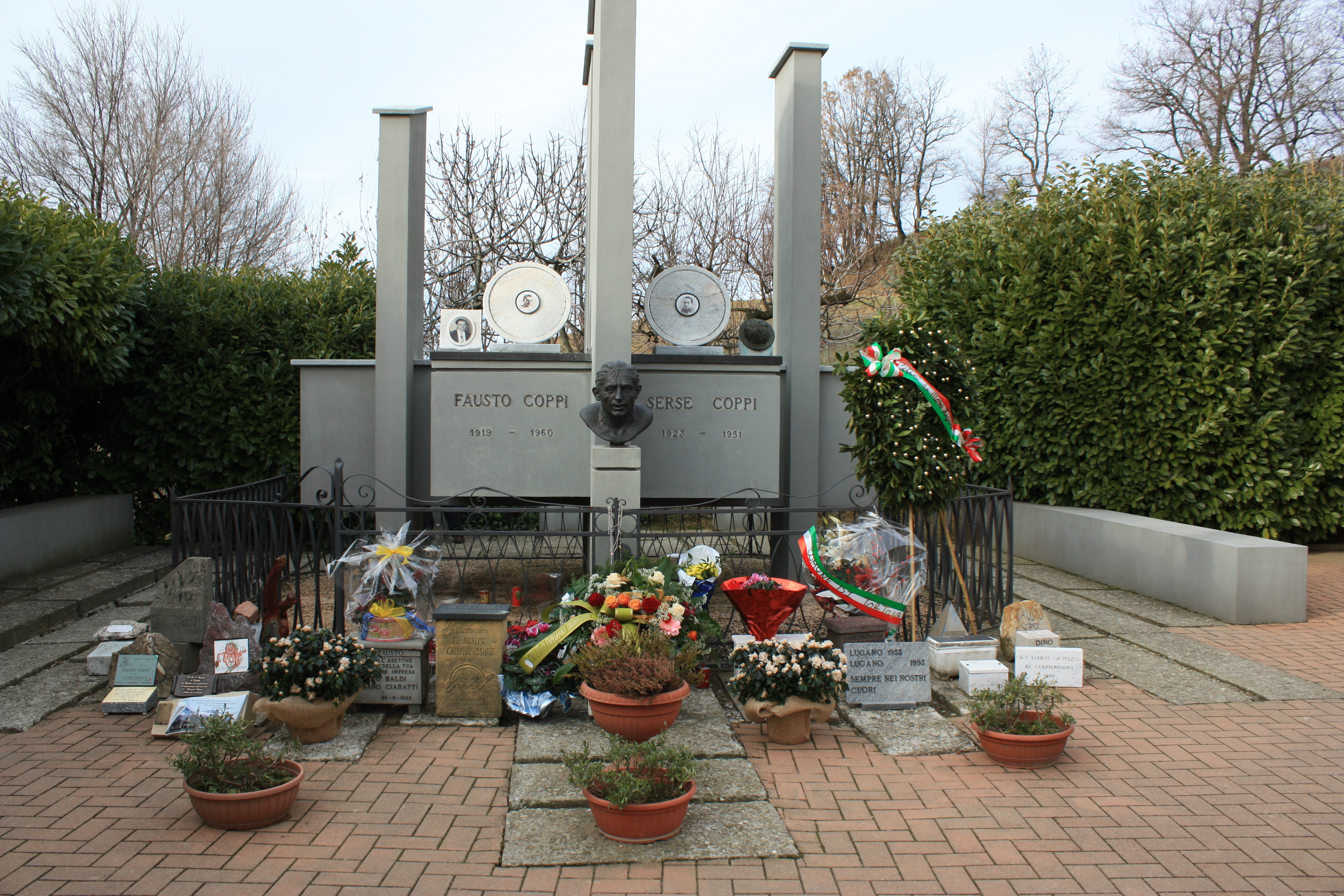
Могила братьев Коппи

После скандала карьера Коппи пошла вниз, болельщики избегали его. В 1951 году ударом для Фаусто стала смерть его брата Серсе Коппи от кровоизлияния в мозг на «Джиро дель Пьемонте». Всё это привело к тому, что к концу 1950-х Коппи растерял форму и не мог бороться за победы. Однажды организаторам гонки даже пришлось сократить её, так как они не надеялись, что Коппи финиширует. По словам Пьера Шани, Коппи тогда уже не был великим, а цеплялся за прошлое.
В декабре 1959 года президент Верхней Вольты Морис Ямеого пригласил знаменитых велогонщиков провести мастер-класс, а затем на сафари. По словам Рафаэля Джеминиани, скорее комары охотились на велогонщиков, чем те на кого-то. Вернувшись домой, Джеминиани и Коппи заболели малярией. Джеминиани был при смерти, но выжил. Коппи не повезло, неправильное лечение от гриппа привело к его смерти. «La Gazzetta dello Sport» увеличила размер газеты за счёт обширного некролога о Коппи, автор которого просил Бога, чтобы тот послал на землю нового Коппи. Позже появились версии, что Коппи умер от передозировки кокаина или отравления ядом. Суд даже хотел эксгумировать тело Коппи, но вскоре закрыл дело.

## Главные победы
- Общий зачёт Тур де Франс (1949, 1952)
  -  Горная классификация (1949, 1952)
  - 9 этапов (1949-1952)
- Общий зачёт  Джиро д’Италия (1940, 1947, 1949, 1952, 1953)
  -  Горная классификация (1948, 1949, 1954)
  - 22 этапа (1940–1955)
- Групповая гонка чемпионата мира (1953)
- Милан — Сан-Ремо (1946, 1948, 1949)
- Париж — Рубе (1950)
- Джиро ди Ломбардия (1946, 1947, 1948, 1949, 1954)
- Флеш Валлонь (1950)
- Групповая гонка чемпионата Италии (1942, 1945, 1949, 1955)
- Гран-при Наций (1946, 1947)
- Джиро дель Эмилия (1941, 1947, 1948)
- Джиро ди Романья (1946, 1947, 1949)
- Джиро дель Венето (1941, 1947, 1949)
- Тре Валли Варезин (1941, 1948, 1955)